# Seven de la República 2004
El Seven de la República de 2004 fue la vigésimo-segunda edición del torneo de rugby 7 de fin de temporada para uniones regionales afiliadas a la Unión Argentina de Rugby y la décimo-sexta en ser organizada en la ciudad de Paraná, Entre Ríos. Se llevó a cabo el 11 y 12 de diciembre de 2004 en El Plumazo, sede del Club Atlético Estudiantes de Paraná.
A partir de este torneo, la Copa de Bronce pasó a ser disputada por los equipos clasificados segundos en sus zonas, en lugar de los terceros, quienes pasarían a disputar sólo partidos de reubicación. Por otro lado la Copa de Plata pasaría a ser disputaba por los perdedores de los cuartos de final de la Copa de Oro. 
El seleccionado de Buenos Aires consiguió su noveno título al derrotar 5-0 a la Unión Cordobesa de Rugby en la final de la Copa de Oro. El cordobés Martín Bustos Moyano fue elegido como el mejor jugador del torneo, mientras que Mar del Plata y Rosario se quedaron con la Copa de Plata y la Copa de Bronce, respectivamente.

## Equipos participantes
Participaron del torneo veinticinco equipos: veintitrés uniones provinciales de Argentina y dos selecciones nacionales de Sudamérica invitadas.
| Equipo              | Unión                                                     |
| ------------------- | --------------------------------------------------------- |
| Alto Valle          | Unión de Rugby del Alto Valle de Río Negro y Neuquén      |
| Austral             | Unión de Rugby Austral                                    |
| Buenos Aires        | Unión de Rugby de Buenos Aires                            |
| Centro              | Unión de Rugby del Centro de la Provincia de Buenos Aires |
| Chile               | Federación de Rugby de Chile                              |
| Córdoba             | Unión Cordobesa de Rugby                                  |
| Cuyo                | Unión de Rugby de Cuyo                                    |
| Entre Ríos          | Unión Entrerriana de Rugby                                |
| Formosa             | Unión de Rugby de Formosa                                 |
| Jujuy               | Unión Jujeña de Rugby                                     |
| La Rioja            | Unión Riojana de Rugby                                    |
| Lagos del Sur       | Unión de Rugby de los Lagos del Sur                       |
| Mar del Plata       | Unión de Rugby de Mar del Plata                           |
| Misiones            | Unión de Rugby de Misiones                                |
| Nordeste            | Unión de Rugby del Nordeste                               |
| Oeste               | Unión de Rugby del Oeste de Buenos Aires                  |
| Rosario             | Unión de Rugby de Rosario                                 |
| Salta               | Unión de Rugby de Salta                                   |
| San Juan            | Unión Sanjuanina de Rugby                                 |
| Santa Fe            | Unión Santafesina de Rugby                                |
| Santiago del Estero | Unión Santiagueña de Rugby                                |
| Sur                 | Unión de Rugby del Sur                                    |
| Tierra del Fuego    | Unión de Rugby de Tierra del Fuego                        |
| Tucumán             | Unión de Rugby de Tucumán                                 |
| Uruguay             | Unión de Rugby del Uruguay                                |

En cursiva los seleccionados internacionales invitados.
Participaron 23 de los 24 equipos que participaron en la edición anterior (el único ausente fue Paraguay). A ellos se sumaron los seleccionados de Austral y  Lagos del Sur. Originalmente, San Luis también debía participar del torneo, pero la unión notificó de su ausencia una semana antes del comienzo

## Formato
;de grupos
Los veinticinco equipos fueron divididos en ocho grupos (siete de tres equipos y uno de cuatro). Los grupos fueron organizados de acuerdo a la posición final que cada equipo obtuvo en la edición anterior: del 1° al 8° se les asignaron las zonas A a la H en orden; del 9° al 16° se les asignaron el orden alterno (de la H a la A) y así sucesivamente con los equipos restantes. Los equipos que no participaron de la edición anterior (en este caso, Austral y Lagos del Sur) se les asignaron las últimas posiciones. 
Cada grupo se resolvió con el sistema de todos contra todos a una sola ronda; la victoria otorgando 2 puntos, el empate 1 y la derrota 0. Los equipos clasificaron a la fase final de acuerdo a su posiciones finales en el grupo. Los ganadores de cada grupo clasificaron a la Copa de Oro, los segundos a la Copa de Bronce y los terceros a la ronda de reubicación.
Fase final
La fase final se definió eliminación directa: la Copa de Oro (1° al 8°) y la Copa de Bronce (9° al 16°) se disputaron en tres rondas, mientras que los equipos eliminados en los cuartos de final de la Copa de Oro (5° al 8°) pasaron a disputar la Copa de Plata. 
Los equipos restantes en la ronda de ubicación o ronda de perdedores (17° al 24°) fueron divididos en dos cuadros de dos rondas para definir su ordenamiento final.

## Fase de grupos
Debido a la ausencia del seleccionado de Paraguay, la Unión de Rugby Austral fue transferida de la Zona G a la Zona C.
| Pos. | Equipos      | Partidos | Partidos | Partidos | Tantos | Tantos | Tantos | Pts. |
| Pos. | Equipos      | G        | E        | P        | PF     | PC     | DP     | Pts. |
| ---- | ------------ | -------- | -------- | -------- | ------ | ------ | ------ | ---- |
| 1.°  | Buenos Aires | 2        | 0        | 0        | 59     | 15     | +44    | 4    |
| 2.°  | Jujuy        | 1        | 0        | 1        | 41     | 44     | -3     | 2    |
| 3.°  | San Juan     | 0        | 0        | 2        | 14     | 55     | -41    | 0    |

| 11 de diciembre | Buenos Aires | 30 - 15 | Jujuy |  |  |
|                 |              | Reporte |       |  |  |

| 11 de diciembre | Buenos Aires | 29 - 0  | San Juan |  |  |
|                 |              | Reporte |          |  |  |

| 11 de diciembre | Jujuy | 26 - 14 | San Juan |  |  |
|                 |       | Reporte |          |  |  |

| Pos. | Equipos          | Partidos | Partidos | Partidos | Tantos | Tantos | Tantos | Pts. |
| Pos. | Equipos          | G        | E        | P        | PF     | PC     | DP     | Pts. |
| ---- | ---------------- | -------- | -------- | -------- | ------ | ------ | ------ | ---- |
| 1.°  | Mar del Plata    | 2        | 0        | 0        | 41     | 22     | +19    | 4    |
| 2.°  | Tierra del Fuego | 1        | 0        | 1        | 29     | 38     | -9     | 2    |
| 3.°  | Alto Valle       | 0        | 0        | 2        | 24     | 34     | -10    | 0    |

| 11 de diciembre | Mar del Plata | 15 - 12 | Alto Valle |  |  |
|                 |               | Reporte |            |  |  |

| 11 de diciembre | Mar del Plata | 26 - 10 | T. d. Fuego |  |  |
|                 |               | Reporte |             |  |  |

| 11 de diciembre | Alto Valle | 12 - 19 | T. d. Fuego |  |  |
|                 |            | Reporte |             |  |  |

| Pos. | Equipos | Partidos | Partidos | Partidos | Tantos | Tantos | Tantos | Pts. |
| Pos. | Equipos | G        | E        | P        | PF     | PC     | DP     | Pts. |
| ---- | ------- | -------- | -------- | -------- | ------ | ------ | ------ | ---- |
| 1.°  | Cuyo    | 2        | 0        | 0        | 55     | 14     | +41    | 4    |
| 2.°  | Rosario | 1        | 0        | 1        | 47     | 22     | +25    | 2    |
| 3.°  | Austral | 0        | 0        | 2        | 0      | 66     | -66    | 0    |

| 11 de diciembre | Cuyo | 33 - 0  | Austral |  |  |
|                 |      | Reporte |         |  |  |

| 11 de diciembre | Cuyo | 22 - 14 | Rosario |  |  |
|                 |      | Reporte |         |  |  |

| 11 de diciembre | Austral | 0 - 33  | Rosario |  |  |
|                 |         | Reporte |         |  |  |

| Pos. | Equipos  | Partidos | Partidos | Partidos | Tantos | Tantos | Tantos | Pts. |
| Pos. | Equipos  | G        | E        | P        | PF     | PC     | DP     | Pts. |
| ---- | -------- | -------- | -------- | -------- | ------ | ------ | ------ | ---- |
| 1.°  | Santa Fe | 2        | 0        | 0        | 59     | 19     | +40    | 4    |
| 2.°  | Sur      | 1        | 0        | 1        | 38     | 31     | +7     | 2    |
| 3.°  | Oeste    | 0        | 0        | 2        | 5      | 52     | -47    | 0    |

| 11 de diciembre | Santa Fe | 33 - 0  | Oeste |  |  |
|                 |          | Reporte |       |  |  |

| 11 de diciembre | Santa Fe | 26 - 19 | Sur |  |  |
|                 |          | Reporte |     |  |  |

| 11 de diciembre | Oeste | 5 - 19  | Sur |  |  |
|                 |       | Reporte |     |  |  |

| Pos. | Equipos         | Partidos | Partidos | Partidos | Tantos | Tantos | Tantos | Pts. |
| Pos. | Equipos         | G        | E        | P        | PF     | PC     | DP     | Pts. |
| ---- | --------------- | -------- | -------- | -------- | ------ | ------ | ------ | ---- |
| 1.°  | Sgo. del Estero | 2        | 0        | 0        | 46     | 24     | +22    | 4    |
| 2.°  | Uruguay         | 1        | 0        | 1        | 36     | 17     | +19    | 2    |
| 3.°  | La Rioja        | 0        | 0        | 2        | 12     | 53     | +41    | 0    |

| 11 de diciembre | S. d. Estero | 29 - 12 | La Rioja |  |  |
|                 |              | Reporte |          |  |  |

| 11 de diciembre | S. d. Estero | 17 - 12 | Uruguay |  |  |
|                 |              | Reporte |         |  |  |

| 11 de diciembre | La Rioja | 0 - 24  | Uruguay |  |  |
|                 |          | Reporte |         |  |  |

| Pos. | Equipos    | Partidos | Partidos | Partidos | Tantos | Tantos | Tantos | Pts. |
| Pos. | Equipos    | G        | E        | P        | PF     | PC     | DP     | Pts. |
| ---- | ---------- | -------- | -------- | -------- | ------ | ------ | ------ | ---- |
| 1.°  | Nordeste   | 2        | 0        | 0        | 36     | 12     | +24    | 4    |
| 2.°  | Entre Ríos | 1        | 0        | 1        | 49     | 17     | +32    | 2    |
| 3.°  | Formosa    | 0        | 0        | 2        | 12     | 68     | -56    | 0    |

| 11 de diciembre | Nordeste | 24 - 7  | Formosa |  |  |
|                 |          | Reporte |         |  |  |

| 11 de diciembre | Nordeste | 12 - 5  | Entre Ríos |  |  |
|                 |          | Reporte |            |  |  |

| 11 de diciembre | Formosa | 5 - 44  | Entre Ríos |  |  |
|                 |         | Reporte |            |  |  |

| Pos. | Equipos | Partidos | Partidos | Partidos | Tantos | Tantos | Tantos | Pts. |
| Pos. | Equipos | G        | E        | P        | PF     | PC     | DP     | Pts. |
| ---- | ------- | -------- | -------- | -------- | ------ | ------ | ------ | ---- |
| 1.°  | Córdoba | 2        | 0        | 0        | 76     | 7      | +69    | 4    |
| 2.°  | Tucumán | 1        | 0        | 1        | 66     | 27     | +39    | 2    |
| 3.°  | Centro  | 0        | 0        | 2        | 0      | 108    | -108   | 0    |

| 11 de diciembre | Córdoba | 49 - 0  | Centro |  |  |
|                 |         | Reporte |        |  |  |

| 11 de diciembre | Córdoba | 27 - 7  | Tucumán |  |  |
|                 |         | Reporte |         |  |  |

| 11 de diciembre | Centro | 0 - 59  | Tucumán |  |  |
|                 |        | Reporte |         |  |  |

| Pos. | Equipos       | Partidos | Partidos | Partidos | Tantos | Tantos | Tantos | Pts. |
| Pos. | Equipos       | G        | E        | P        | PF     | PC     | DP     | Pts. |
| ---- | ------------- | -------- | -------- | -------- | ------ | ------ | ------ | ---- |
| 1.°  | Salta         | 3        | 0        | 0        | 92     | 20     | +72    | 6    |
| 2.°  | Chile         | 2        | 0        | 1        | 79     | 38     | +41    | 4    |
| 3.°  | Misiones      | 1        | 0        | 2        | 41     | 87     | -46    | 2    |
| 4.°  | Lagos del Sur | 0        | 0        | 3        | 31     | 98     | -67    | 0    |

| 11 de diciembre | Salta | 31 - 5  | Lagos del Sur |  |  |
|                 |       | Reporte |               |  |  |

| 11 de diciembre | Salta | 17 - 15 | Chile |  |  |
|                 |       | Reporte |       |  |  |

| 11 de diciembre | Salta | 44 - 0  | Misiones |  |  |
|                 |       | Reporte |          |  |  |

| 11 de diciembre | Chile | 31 - 7  | Misiones |  |  |
|                 |       | Reporte |          |  |  |

| 11 de diciembre | Chile | 33 - 14 | Lagos del Sur |  |  |
|                 |       | Reporte |               |  |  |

| 11 de diciembre | Misiones | 34 - 12 | Lagos del Sur |  |  |
|                 |          | Reporte |               |  |  |

|  | Clasifica a Copa de Oro    |
|  | Clasifica a Copa de Plata  |
|  | Clasifica a Copa de Bronce |

## Fase final

### Copa de Oro
|  | Cuartos de final | Cuartos de final | Cuartos de final |          |              | Semifinales  | Semifinales | Semifinales |  |              | Final        | Final | Final |  |
|  |                  |                  |                  |          |              |              |             |             |  |              |              |       |       |  |
|  |                  |                  |                  |          |              |              |             |             |  |              |              |       |       |  |
|  | A                | Buenos Aires     | 24               |          |              |              |             |             |  |              |              |       |       |  |
|  | A                | Buenos Aires     | 24               |          |              |              |             |             |  |              |              |       |       |  |
|  | H                | Salta            | 5                |          |              |              |             |             |  |              |              |       |       |  |
|  | H                | Salta            | 5                |          | Buenos Aires | Buenos Aires | 5           |             |  |              |              |       |       |  |
|  |                  |                  |                  |          | Buenos Aires | Buenos Aires | 5           |             |  |              |              |       |       |  |
|  |                  |                  | Cuyo             | Cuyo     | 0            |              |             |             |  |              |              |       |       |  |
|  | C                | Cuyo             | Cuyo             | Cuyo     | 0            | 24           |             |             |  |              |              |       |       |  |
|  | C                | Cuyo             |                  |          |              |              |             |             |  |              |              |       |       |  |
|  | F                | Nordeste         | 21               |          |              |              |             |             |  |              |              |       |       |  |
|  | F                | Nordeste         | 21               |          |              |              |             |             |  | Buenos Aires | Buenos Aires | 5     |       |  |
|  |                  |                  |                  |          |              |              |             |             |  | Buenos Aires | Buenos Aires | 5     |       |  |
|  |                  |                  | Córdoba          | Córdoba  | 0            |              |             |             |  |              |              |       |       |  |
|  | B                | Mar del Plata    | Córdoba          | Córdoba  | 0            | 17           |             |             |  |              |              |       |       |  |
|  | B                | Mar del Plata    |                  |          |              |              |             |             |  |              |              |       |       |  |
|  | G                | Córdoba          | 27               |          |              |              |             |             |  |              |              |       |       |  |
|  | G                | Córdoba          | 27               |          | Córdoba      | Córdoba      | 28          |             |  |              |              |       |       |  |
|  |                  |                  |                  |          | Córdoba      | Córdoba      | 28          |             |  |              |              |       |       |  |
|  |                  |                  | Santa Fe         | Santa Fe | 5            |              |             |             |  |              |              |       |       |  |
|  | D                | Santa Fe         | Santa Fe         | Santa Fe | 5            | 19           |             |             |  |              |              |       |       |  |
|  | D                | Santa Fe         |                  |          |              |              |             |             |  |              |              |       |       |  |
|  | E                | Sgo. del Estero  | 14               |          |              |              |             |             |  |              |              |       |       |  |
|  | E                | Sgo. del Estero  | 14               |          |              |              |             |             |  |              |              |       |       |  |
|  |                  |                  |                  |          |              |              |             |             |  |              |              |       |       |  |

#### Copa de Plata
|  | Semifinales     | Semifinales     | Semifinales   |               |       | Final | Final | Final |  |
|  |                 |                 |               |               |       |       |       |       |  |
|  |                 |                 |               |               |       |       |       |       |  |
|  | Salta           | Salta           | 28            |               |       |       |       |       |  |
|  | Salta           | Salta           | 28            |               |       |       |       |       |  |
|  | Nordeste        | Nordeste        | 7             |               |       |       |       |       |  |
|  | Nordeste        | Nordeste        | 7             |               | Salta | Salta | 12    |       |  |
|  |                 |                 |               |               | Salta | Salta | 12    |       |  |
|  |                 |                 | Mar del Plata | Mar del Plata | 14    |       |       |       |  |
|  | Mar del Plata   | Mar del Plata   | Mar del Plata | Mar del Plata | 14    | 17    |       |       |  |
|  | Mar del Plata   | Mar del Plata   |               |               |       | 17    |       |       |  |
|  | Sgo. del Estero | Sgo. del Estero | 14            |               |       |       |       |       |  |
|  | Sgo. del Estero | Sgo. del Estero | 14            |               |       |       |       |       |  |
|  |                 |                 |               |               |       |       |       |       |  |

### Copa de Bronce
|  | Cuartos de final | Cuartos de final | Cuartos de final |         |         | Semifinales | Semifinales | Semifinales |  |                | Final          | Final | Final |  |
|  |                  |                  |                  |         |         |             |             |             |  |                |                |       |       |  |
|  |                  |                  |                  |         |         |             |             |             |  |                |                |       |       |  |
|  | A                | Jujuy            | 5                |         |         |             |             |             |  |                |                |       |       |  |
|  | A                | Jujuy            | 5                |         |         |             |             |             |  |                |                |       |       |  |
|  | H                | Chile            | 12               |         |         |             |             |             |  |                |                |       |       |  |
|  | H                | Chile            | 12               |         | Chile   | Chile       | 5           |             |  |                |                |       |       |  |
|  |                  |                  |                  |         | Chile   | Chile       | 5           |             |  |                |                |       |       |  |
|  |                  |                  | Rosario          | Rosario | 21      |             |             |             |  |                |                |       |       |  |
|  | C                | Rosario          | Rosario          | Rosario | 21      | 17          |             |             |  |                |                |       |       |  |
|  | C                | Rosario          |                  |         |         |             |             |             |  |                |                |       |       |  |
|  | F                | Entre Ríos       | 12               |         |         |             |             |             |  |                |                |       |       |  |
|  | F                | Entre Ríos       | 12               |         |         |             |             |             |  | Rosario (t.e.) | Rosario (t.e.) | 31    |       |  |
|  |                  |                  |                  |         |         |             |             |             |  | Rosario (t.e.) | Rosario (t.e.) | 31    |       |  |
|  |                  |                  | Tucumán          | Tucumán | 26      |             |             |             |  |                |                |       |       |  |
|  | B                | Tierra del Fuego | Tucumán          | Tucumán | 26      | 7           |             |             |  |                |                |       |       |  |
|  | B                | Tierra del Fuego |                  |         |         |             |             |             |  |                |                |       |       |  |
|  | G                | Tucumán          | 47               |         |         |             |             |             |  |                |                |       |       |  |
|  | G                | Tucumán          | 47               |         | Tucumán | Tucumán     | 24          |             |  |                |                |       |       |  |
|  |                  |                  |                  |         | Tucumán | Tucumán     | 24          |             |  |                |                |       |       |  |
|  |                  |                  | Uruguay          | Uruguay | 0       |             |             |             |  |                |                |       |       |  |
|  | D                | Sur              | Uruguay          | Uruguay | 0       | 5           |             |             |  |                |                |       |       |  |
|  | D                | Sur              |                  |         |         |             |             |             |  |                |                |       |       |  |
|  | E                | Uruguay          | 24               |         |         |             |             |             |  |                |                |       |       |  |
|  | E                | Uruguay          | 24               |         |         |             |             |             |  |                |                |       |       |  |
|  |                  |                  |                  |         |         |             |             |             |  |                |                |       |       |  |

| 12 de diciembre | Jujuy | 0 - 45  | E. Ríos |  |  |
|                 |       | Reporte |         |  |  |

| 12 de diciembre                                                       | T. d. Fuego | 22 - 22 | Sur |  |  |
|                                                                       |             | Reporte |     |  |  |
| Igualados en PG, tries y amonestaciones, Sur gana por dif. de puntos. |             |         |     |  |  |

### Reubicación
|  | Semifinales | Semifinales | Semifinales |       |            | 17.° puesto | 17.° puesto | 17.° puesto |  |
|  |             |             |             |       |            |             |             |             |  |
|  |             |             |             |       |            |             |             |             |  |
|  | B           | Alto Valle  | 33          |       |            |             |             |             |  |
|  | B           | Alto Valle  | 33          |       |            |             |             |             |  |
|  | G           | Centro      | 5           |       |            |             |             |             |  |
|  | G           | Centro      | 5           |       | Alto Valle | Alto Valle  | 21          |             |  |
|  |             |             |             |       | Alto Valle | Alto Valle  | 21          |             |  |
|  |             |             | Oeste       | Oeste | 14         |             |             |             |  |
|  | D           | Oeste       | Oeste       | Oeste | 14         | 32          |             |             |  |
|  | D           | Oeste       |             |       |            | 32          |             |             |  |
|  | E           | La Rioja    | 7           |       |            | 21.° puesto | 21.° puesto | 21.° puesto |  |
|  | E           | La Rioja    | 7           |       |            | 21.° puesto | 21.° puesto | 21.° puesto |  |
|  |             |             |             |       |            |             |             |             |  |
|  |             |             |             |       |            | Centro      | Centro      | 5           |  |
|  |             |             |             |       |            | Centro      | Centro      | 5           |  |
|  |             |             |             |       |            | La Rioja    | La Rioja    | 24          |  |
|  |             |             |             |       |            | La Rioja    | La Rioja    | 24          |  |
|  |             |             |             |       |            |             |             |             |  |

|  | Semifinales | Semifinales | Semifinales |         |          | 18.° puesto | 18.° puesto | 18.° puesto |  |
|  |             |             |             |         |          |             |             |             |  |
|  |             |             |             |         |          |             |             |             |  |
|  | A           | San Juan    | 14          |         |          |             |             |             |  |
|  | A           | San Juan    | 14          |         |          |             |             |             |  |
|  | H           | Misiones    | 21          |         |          |             |             |             |  |
|  | H           | Misiones    | 21          |         | Misiones | Misiones    | 12          |             |  |
|  |             |             |             |         | Misiones | Misiones    | 12          |             |  |
|  |             |             | Austral     | Austral | 7        |             |             |             |  |
|  | C           | Austral     | Austral     | Austral | 7        | 26          |             |             |  |
|  | C           | Austral     |             |         |          | 26          |             |             |  |
|  | F           | Formosa     | 7           |         |          | 22.° puesto | 22.° puesto | 22.° puesto |  |
|  | F           | Formosa     | 7           |         |          | 22.° puesto | 22.° puesto | 22.° puesto |  |
|  |             |             |             |         |          |             |             |             |  |
|  |             |             |             |         |          | San Juan    | San Juan    | 22          |  |
|  |             |             |             |         |          | San Juan    | San Juan    | 22          |  |
|  |             |             |             |         |          | Formosa     | Formosa     | 14          |  |
|  |             |             |             |         |          | Formosa     | Formosa     | 14          |  |
|  |             |             |             |         |          |             |             |             |  |

## Tabla de posiciones
Las posiciones finales al terminar el campeonato:
| 1.°  | Buenos Aires       | 5 | 0 | 0 | 93  | 20  | +73  |
| 2.°  | Córdoba            | 4 | 0 | 1 | 108 | 34  | +74  |
| 3.°  | Cuyo               | 3 | 0 | 1 | 79  | 40  | +39  |
| 4.°  | Santa Fe           | 3 | 0 | 1 | 83  | 61  | +22  |
| 5.°  | Mar del Plata      | 4 | 0 | 1 | 89  | 75  | +14  |
| 6.°  | Salta              | 4 | 0 | 2 | 137 | 65  | +72  |
| 7.°  | Santigo del Estero | 2 | 0 | 2 | 74  | 60  | +14  |
| 8.°  | Nordeste           | 2 | 0 | 2 | 64  | 64  | +0   |
| 9.°  | Rosario            | 4 | 0 | 1 | 116 | 65  | +51  |
| 10.° | Tucumán            | 3 | 0 | 2 | 163 | 65  | +98  |
| 11.° | Chile              | 3 | 0 | 2 | 96  | 64  | +32  |
| 12.° | Uruguay            | 2 | 0 | 2 | 60  | 46  | +14  |
| 13.° | Entre Ríos         | 2 | 0 | 2 | 106 | 34  | +72  |
| 14.° | Sur                | 1 | 1 | 2 | 65  | 77  | -12  |
| 15.° | Tierra del Fuego   | 1 | 1 | 2 | 58  | 107 | -49  |
| 16.° | Jujuy              | 1 | 0 | 3 | 46  | 101 | -55  |
| 17.° | Alto Valle         | 2 | 0 | 2 | 78  | 53  | +25  |
| 18.° | Misiones           | 3 | 0 | 2 | 74  | 108 | -34  |
| 19.° | Austral            | 1 | 0 | 3 | 33  | 85  | -52  |
| 20.° | Oeste              | 1 | 0 | 3 | 51  | 80  | -29  |
| 21.° | La Rioja           | 1 | 0 | 3 | 43  | 90  | -47  |
| 22.° | San Juan           | 1 | 0 | 3 | 50  | 90  | -40  |
| 23.° | Formosa            | 0 | 0 | 4 | 33  | 116 | -83  |
| 24.° | Centro             | 0 | 0 | 4 | 10  | 165 | -155 |
| 25.° | Lagos del Sur      | 0 | 0 | 3 | 31  | 98  | -67  |

|  | Campeón Copa de Oro.    |
|  | Campeón Copa de Plata.  |
|  | Campeón Copa de Bronce. |

|                      |
| Buenos Aires Campeón |
| Noveno título        |